# 南陽市立赤湯中学校
南陽市立赤湯中学校（なんようしりつ あかゆちゅうがっこう）は、山形県南陽市にある公立中学校。略称は赤中
少子化に伴い、生徒数が減少していることから南陽市内の中学校を7つから3つに集約することとなった。このうち赤湯中学校と中川中学校を1つに統合した統合中学校である赤湯中学校が開校した。学区は赤湯温泉地区と北部の中川地区となっている。南陽市内の中学校で生徒数が一番多い。

## 沿革
- 2010年3月 - 旧赤湯中学校閉校。
- 2010年4月 - 南陽市立赤湯中学校と南陽市立中川中学校が統合し、統合校である新赤湯中学校が開校。
- 2012年 - 耐震化完了。武道場完成。

## 学区
- 南陽市立赤湯小学校、中川小学校

## 所在地
- 山形県南陽市椚塚1815

## 生徒数
山形県教育委員会「学校年鑑」より。
| 年度 | 男子 | 女子 | 計  |
| ---- | ---- | ---- | --- |
| 2017 | 162  | 142  | 304 |
| 2016 | 173  | 162  | 335 |
| 2015 | 162  | 177  | 339 |
| 2014 | 179  | 197  | 376 |
| 2013 | 182  | 188  | 370 |
| 2012 | 188  | 192  | 380 |
| 2011 | 170  | 184  | 354 |
| 2010 | 164  | 178  | 342 |